# Église Saint-François de Molitor
Pour les articles homonymes, voir Église Saint-François-d'Assise.
L’église Saint-François de Molitor est un édifice  dans le 16e arrondissement et le seul lieu de culte catholique de la paroisse Saint-François-de-Molitor.

## Édifice

### Histoire
L'édifice actuel a remplacé une petite chapelle attenante à un couvent de capucins que ces derniers avaient construite en 1941 pour prier la Vierge d’intercéder pour la paix. Les frères Capucins qui en ont eu la charge, la mettent sous le vocable de saint François d’Assise. Seule une cloche a été conservée ainsi que les vitraux de l’atelier Mauméjean réinstallés dans l’autre église Saint-François-d'Assise de Paris. C'est le cardinal Jean-Marie Lustiger qui en a porté le projet avec le même souci du respect des orientations du concile Vatican II (1962-1965) pour les nouveaux lieux de culte que pour les autres églises édifiées dans la capitale à cette époque. À la fin des années 1990, un premier projet issu d’un concours n'a pas abouti, le permis de construire ayant été refusé.
Il est situé rue Molitor, à proximité des stades de Roland Garros et du Parc des Princes. Ce site est desservi par la station de métro Michel-Ange - Molitor.

### Extérieur
Un campanile, un peu plus élevé que la façade et dans le même alignement, le différencie de ceux des lieux de culte nouvellement construits à Paris, l'église Notre-Dame-de-l'Arche-d'Alliance dans le 15e arrondissement ou la chapelle Notre-Dame-de-la-Sagesse dans le 13e arrondissement.
L’édifice s‘ouvre au sud directement sur la rue Molitor qui en est aussi le parvis. Il est entièrement revêtu de marbre clair en partie translucide. Ce riche matériau marque le caractère sacré de l’édifice et le distingue des immeubles alentour. La nuit, grâce à lui, l’intérieur éclairé devient source de lumière aux yeux des passants. Au pied du campanile, Alain Courtaigne a sculpté un saint François d'Assise jeune et dynamique, en marche vers Dieu, avec de nombreux détails en relief qui évoquent sa vie et sa quête spirituelle. Cette œuvre monumentale est réalisée dans un seul bloc de granite blanc provenant de Galice.

### Intérieur
Franchissant l’une des trois grandes portes monumentales en bois d’essence rare (amazakoué), le visiteur pénètre dans le narthex, transition entre la rue et le sanctuaire proprement dit. L’orientation sud-nord du terrain a conduit les architectes Corinne Callies et Jean-Marie Duthilleul à édifier un vaisseau de forme elliptique qui offre 420 places assises et rappelle une nef ou une barque, symbole évangélique de l’Église. Le sol descend en pente douce vers l’autel. Sur le grand axe de l’ellipse sont successivement disposés : le baptistère, l’autel, puis l’ambon et enfin la grande croix, dorée et dressée devant une paroi vitrée qui sépare le sanctuaire d’un jardin.
L’église Saint-François est donc construite autour de la prière liturgique : l’autel, au centre de l’ellipse et de l’église, est entouré par deux tribunes comme deux mains rapprochées en coupe ou deux bras recueillant l’assemblée, constituée des fidèles et des prêtres qui ont leurs places réservées dans les bancs de couleur foncée. Dans la petite chapelle à droite en entrant, on trouve le tabernacle et une Descente de croix du XIVe siècle.

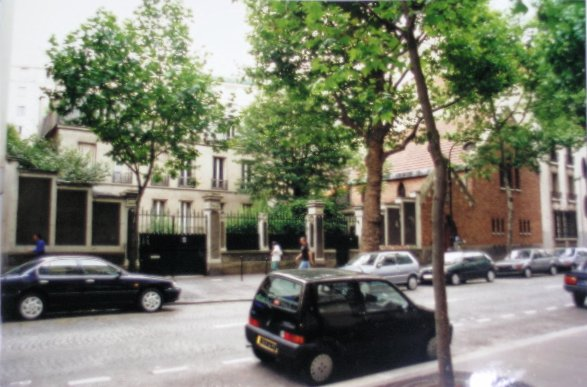
Ancienne chapelle des capucins (à l'emplacement actuel de l'église).
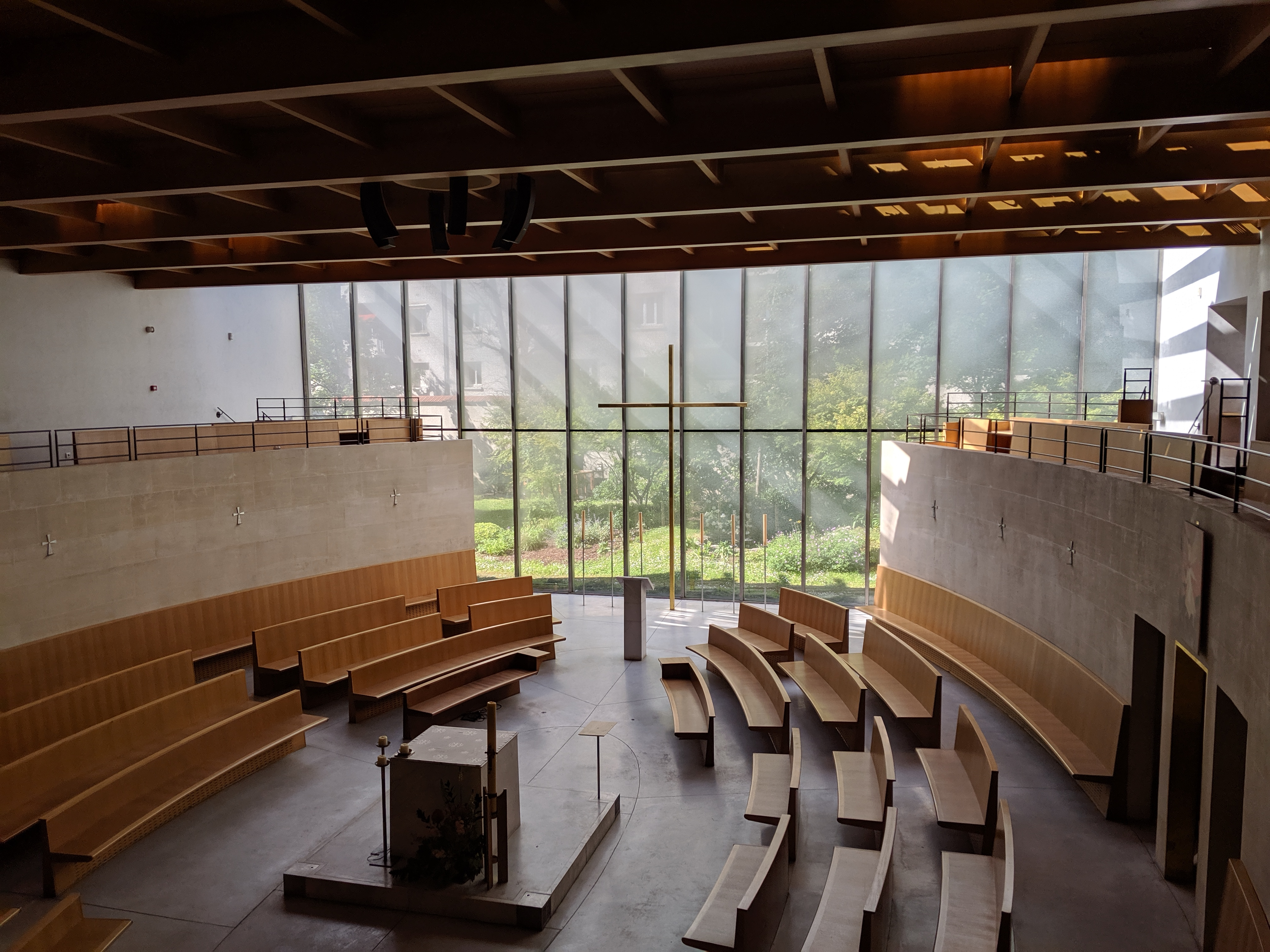
Vue de l'intérieur, prise depuis le côté rue.
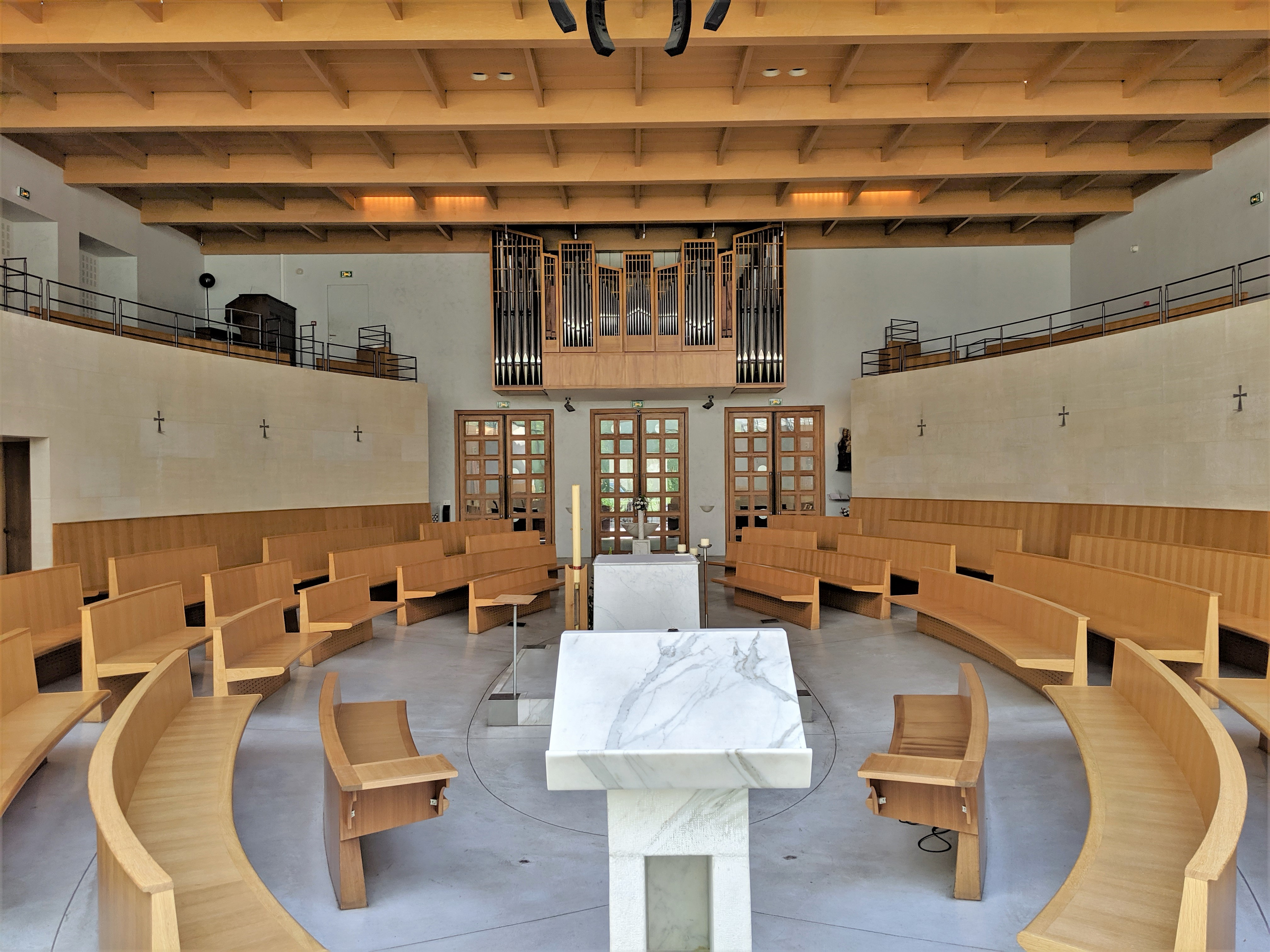
Vue de l'intérieur, prise depuis le côté jardin.

## Lieu de culte

### Dédicace
Cette église, consacrée à saint François d'Assise est l'une des deux églises parisiennes dédicacées à ce saint : l'autre étant l'église Saint-François-d'Assise de Paris dans le 19e arrondissement.
Elle a été dédicacée le 18 mars 2005 par André Vingt-Trois, archevêque de Paris,.

### Paroisse
Cet édifice est le seul lieu de culte de la paroisse Saint-François-de-Molitor, paroisse érigée en mai 1996 par le cardinal Jean-Marie Lustiger. Son territoire est pris en partie du la paroisse de Notre-Dame-d'Auteuil et sur celui de la paroisse Sainte-Jeanne-de-Chantal. C'est l'une des sept paroisses du 16e arrondissement de Paris. Elle fait partie du doyenné d'Auteuil (avec la paroisse Sainte-Jeanne-de-Chantal) dans le diocèse de Paris.
La paroisse a été la première en France a proposer le paiement de la quête par carte bancaire.
Curés de la paroisse : 
- 1996-2000 : Marc Lambret ;
- 2000-2006 : Emmanuel Boudet ;
- 2006-2014 : Gabriel Delort-Laval (1967-2017)[7] ;
- 2014-2022 : Didier Duverne[8] ;
- depuis 2022 : Stanislas Manuel[9].

De 2001 à 2004, Rafic Nahra, futur évêque auxiliaire du patriarcat latin de Jérusalem y est vicaire.

## Pour approfondir